# Alloclubionoides wolchulsanensis
Alloclubionoides wolchulsanensis is een spinnensoort in de taxonomische indeling van de nachtkaardespinnen (Amaurobiidae).
Het dier behoort tot het geslacht Alloclubionoides. De wetenschappelijke naam van de soort werd voor het eerst geldig gepubliceerd in 2009 door Joo-Pil Kim.